# 日吉校前停留場
日吉校前停留場（ひよしこうまえていりゅうじょう）は、かつて熊本県熊本市にあった熊本市交通局川尻線に属した電停（廃駅）である。

## 構造
- 国道3号（現・川尻市道）沿いの専用軌道上に相対式2面2線、線路は道路を斜めに突き通る形で線路が横断していた。

## 歴史
- 1926年（大正15年）10月12日 熊本電気軌道が世安橋 - 岡町間を新規開業と共に「日吉駅」として開設。
- 1945年（昭和20年）12月1日 熊本市が百貫線と共に川尻線買収、熊本市交通局の路線となる。
- （改称時期不明） 名称を日吉から日吉校前に変更。
- 1965年（昭和40年）2月21日 川尻線廃止に伴い、当駅も廃止。

駅名の由来
- 熊本市立日吉小学校にちなむ。

## 現在
- 電停跡は、軌道跡は住宅と日吉小学校の敷地の一部になっている。

## 隣の停留場
熊本市交通局
川尻線
上近見電停 - 日吉校前電停 - 下近見電停